# Позиции христианских конфессий в вопросах гомосексуального поведения и сексуальной ориентации
Позиции христианских конфессий в вопросах гомосексуального поведения и сексуальной ориентации в настоящее время могут различаться в некоторых деталях (в вопросах допуска к служению или участия в евхаристии), более радикальны отличия между позициями некоторых либеральных протестантских конфессий и церквями, сохранившими традиционный для христианства взгляд в вопросах сексуального поведения.
Отношение к гомосексуальности отличается у христиан различных конфессий, а многие конфессии не имеют единой точки зрения в отношении этого вопроса. Далее представлены официальные позиции некоторых наиболее известных и крупных конфессий и церквей, мнения богословов и верующих внутри них, а также позиции конфессий, в отношении которых нет согласия, являются ли они христианскими или парахристианскими (Свидетели Иеговы, мормоны).

## Позиция крупнейших религиозных организаций
Точки зрения крупнейших религиозных организаций в христианстве (численностью более 10 млн человек)
| №  | Название                                              | Численность верующих млн. человек | Деноминация                   | Признание греховности гомосексуального поведения | Ссылки, комментарии |
| -- | ----------------------------------------------------- | --------------------------------- | ----------------------------- | ------------------------------------------------ | ------------------- |
| 1  | Римско-католическая церковь (латинский обряд)         | 1 197                             | Католицизм                    | Да                                               | [ 1 ]               |
| 2  | Русская Православная Церковь                          | от 85 до 164                      | Православие                   | Да                                               | [ 3 ]               |
| 3  | Ассамблеи Бога                                        | 66,4                              | Протестантизм (пятидесятники) | Да                                               | [ 4 ] [ 5 ]         |
| 4  | Эфиопская православная церковь                        | 39                                | Древневосточные церкви        | Да                                               | [ 6 ]               |
| 5  | Адвентисты седьмого дня                               | 25                                | Протестантизм (адвентисты)    | Да                                               | [ 7 ]               |
| 6  | Церковь Англии                                        | 25                                | Протестантизм (англикане)     | Нет                                              |                     |
| 7  | Евангелическая Церковь Германии                       | 23,70                             | Протестантизм                 | Нет                                              |                     |
| 8  | Китайский христианский совет                          | 23                                | Протестантизм                 | нет данных                                       |                     |
| 9  | Румынская православная церковь                        | от 16 до 18,8                     | Православие                   | Да                                               | [ 9 ] [ 10 ]        |
| 10 | Англиканская церковь Нигерии                          | 18                                | Протестантизм (англикане)     | Да                                               | [ 11 ] [ 12 ]       |
| 11 | Свидетели Иеговы                                      | 16,5                              | Парахристианство              | Да                                               | [ 13 ] [ 14 ]       |
| 12 | Южная баптистская конвенция                           | 16,20                             | Протестантизм (баптисты)      | Да                                               | [ 15 ] [ 16 ]       |
| 13 | Церковь Иисуса Христа святых последних дней           | 14,5                              | Реставрационизм               | Да                                               | [ 17 ] [ 18 ]       |
| 14 | Церковь Христа в Конго                                | 13                                | Протестантизм                 | нет данных                                       |                     |
| 15 | Объединённая методистская церковь (США)               | 12,5                              | Протестантизм (методисты)     | Да                                               | [ 19 ]              |
| 16 | Коптская православная церковь                         | 12                                | Древневосточные церкви        | Да                                               | [ 6 ] [ 20 ]        |
| 17 | Церковь «Китай за Христа»                             | 12                                | Протестантизм (пятидесятники) | нет данных                                       |                     |
| 18 | Церковь Уганды                                        | 11                                | Протестантизм (англикане)     | Да                                               | [ 21 ] [ 22 ]       |
| 19 | Новоапостольская церковь                              | 10                                | Протестантизм                 | Нет                                              | [ 23 ]              |
| 20 | Китайское евангельское братство                       | 10                                | Протестантизм (пятидесятники) | нет данных                                       |                     |
| 21 | Церковь Бога во Христе                                | 10                                | Протестантизм (пятидесятники) | Да                                               | [ 24 ]              |
| 22 | Украинская православная церковь Киевского патриархата | от 7 до 10                        | Православие (альтернативное)  | Да                                               | [ 27 ] [ 28 ]       |

## Мнения по конфессиям

### Католичество

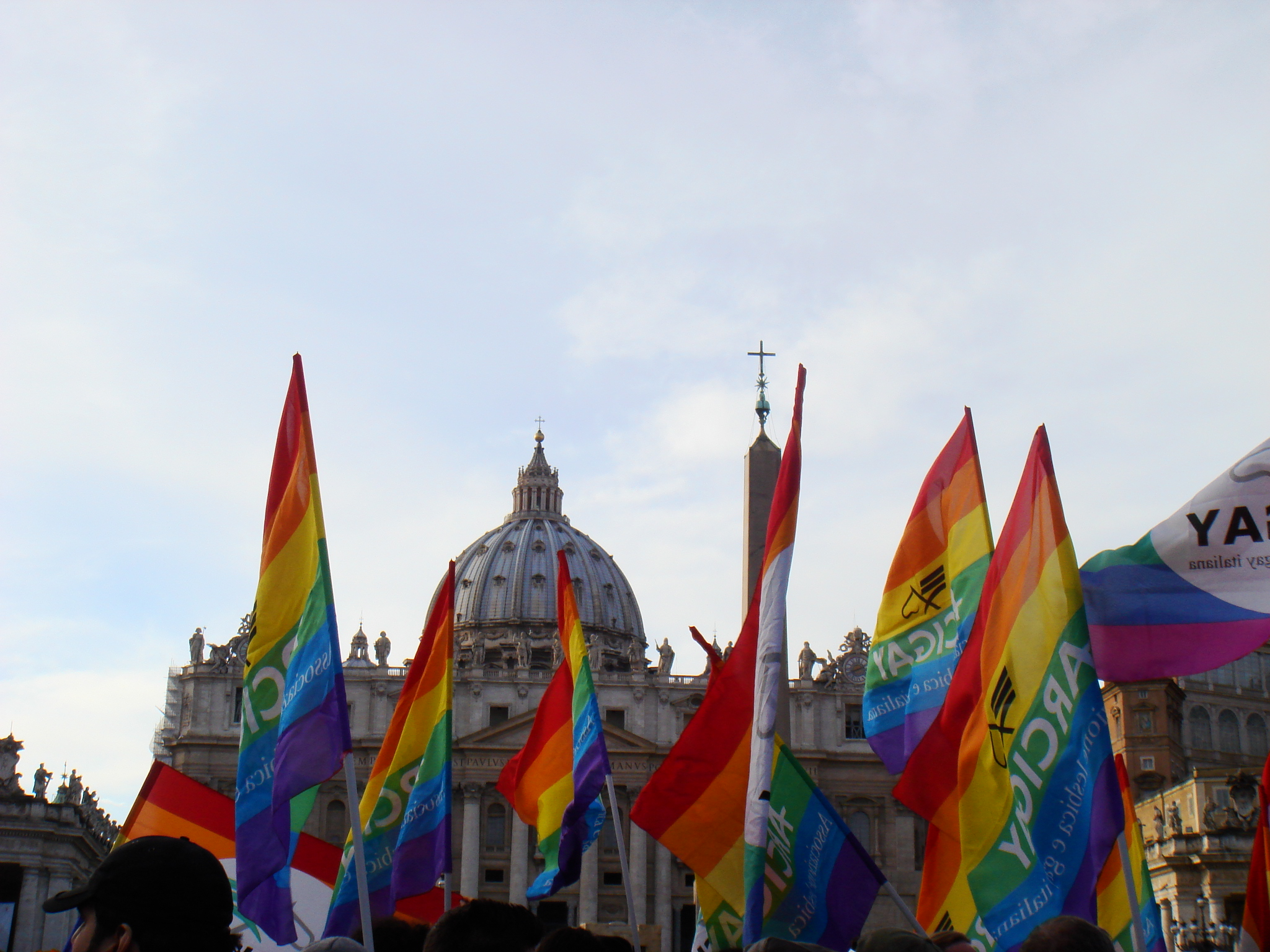
Митинг памяти Альфредо Ормандо, совершившего в 1998 году акт самосожжения на площади Св. Петра в знак протеста против политики Ватикана

Официальная позиция Католической церкви, изложенная в её катехизисе, осуждает гомосексуальные акты как противоречащие естественному закону, функции деторождения и взаимодополняемости мужчины и женщины:

«Опираясь на Священное Писание, представляющее гомосексуальные действия как тяжкую форму разврата, Предание неизменно объявляет „гомосексуальные акты безусловно беззаконными“. Они противоречат естественному закону. Они лишают половой акт его функции дарования жизни. Они не вытекают из подлинной эмоциональной и сексуальной взаимодополняемости. Ни в коем случае они не могут быть одобрены».
Логика подобных утверждений не ограничивается вопросом отношения к гомосексуальным актам, но и является способом аргументации католической доктрины против контрацепции, мастурбации и порнографии.
В первой версии Катехизиса Католической Церкви, опубликованной на французском языке в 1992 году, содержалось утверждение о врожденной природе гомосексуальности:

«Его [гомосексуализма] психическое происхождение остаётся в большой степени необъяснимым. <…> Довольно значительное число мужчин и женщин имеют врождённую тенденцию к гомосексуализму».
Однако эта версия Катехизиса была несколько пересмотрена перед выходом в 1997 году официального латинского варианта, являющегося нормативным. В частности, пересмотр коснулся и данного п. 2358, который в современной редакции звучит так:

"Немалое число мужчин и женщин представляют глубоко укорененную тенденцию к гомосексуализму. Эта наклонность, объективно нарушающая порядок, для большинства из них является трудным испытанием..
Таким образом, из новой редакции не только было убрано утверждение о якобы врожденной природе гомосексуальной ориентации, но и добавлена оценка гомосексуальности как объективно нарушающей порядок (лат. obiective inordinata).
После избрания в 2005 году Папы Бенедикта XVI Конгрегация по вопросам католического образования издала инструкцию, запрещающую любому лицу, «имеющему настоящие глубокие гомосексуальные наклонности или поддерживающему так называемую „гей-культуру“» или любому лицу, имеющему такие тенденции в течение последних трёх лет с момента вступления в семинарию, присоединяться к священству. Папа римский Бенедикт XVI проводил жёстко консервативную политику в отношении к гомосексуальности. Так, в декабре 2008 года он призвал спасти человечество от гомосексуальности и транссексуальности, сравнив их с экологическими бедствиями.
Некоторые епископы приобрели репутацию горячих защитников официальной доктрины Католической церкви в отношении гомосексуальности, среди них — кардиналы Джордж Пелл и Фрэнсис Аринзе, настаивающие, что семья как целое «высмеяна гомосексуалами» и «саботирована нестандартными союзами».
Некоторые отдельные высшие иерархи церкви (как, например, доктор Роберт Золитч (Dr. Robert Zollitsch), архиепископ Фрайбурга и председатель Конференции епископов Германии, доктор Диамуд Мартин (Dr. Diarmuid Martin), архиепископ Дублинский в Ирландии) иногда высказывались в прессе в пользу признания гражданских однополых партнёрств, учреждённых государством, категорично отвергая при этом однополые браки. В начале 2011 года 311 католических богословов издали меморандум «Церковь 2011: необходимость прорыва», призывающий к церковной реформе, где прозвучал призыв к принятию людей, живущих в однополых партнёрствах.
Отдельные богословы, к примеру, Чарльз Каррэн, Джеймс Алисон (James Alison), Гарет Мур (Gareth Moore), выражают несогласие и критикуют официальное учение церкви. Отец Роберт Нагент (Robert Nugent) и сестра Джаннин Грамик были осуждены Конгрегацией доктрины веры за учреждение служения для гомосексуалов New Ways Ministry. Иерархия также критиковала американских епископов Томаса Гамблтона и Мэтью Кларка (Matthew Clark) за их сотрудничество с этим служением.

### Православие
Вахтанг Кипшидзе, заместитель председателя Синодального отдела по взаимоотношению церкви с обществом и СМИ, заявил, что «Церковь не намерена отрекаться от геев».
В 2022 году протоиерей Джон Уайтфорд писал: 

 «То, что сегодня в Православной Церкви есть люди, открыто продвигающие LGBTQP повестку, — это то, что было немыслимо менее дюжины лет назад… Но вот мы здесь».
Некоторые юрисдикции Православных Церквей, как, Православная церковь в Америке, или Коптская церковь Египта, придерживаются подхода, согласно которому приветствуются люди с «гомосексуальными чувствами и эмоциями».
Опрос Pew Research Center 2017 года показал, что хотя большинство православных христиан в странах Восточной Европы и бывшего СССР и по прежнему считают, что гомосексуальность «не должна быть принята»; лишь 45 % православных христиан в Греции и 31 % в США ответили так же.
Традиционно Православные церкви осуждали гомосексуальные отношения как смертный грех. К примеру, Русская православная церковь в «Основах социальной концепции» утверждает, что:

 «Священное Писание и учение Церкви недвусмысленно осуждают гомосексуальные половые связи, усматривая в них порочное искажение богоданной природы человека».
В соответствии с традицией восточного христианства православие рассматривает гомосексуальность в контексте представления о греховных страстях, с которыми так или иначе приходится бороться каждому человеку. Так, в том же документе РПЦ говорится:

«[Церковь] считает гомосексуализм греховным повреждением человеческой природы, которое преодолевается в духовном усилии, ведущем к исцелению и личностному возрастанию человека. Гомосексуальные устремления, как и другие страсти, терзающие падшего человека, врачуются Таинствами, молитвой, постом, покаянием, чтением Священного Писания и святоотеческих творений, а также христианским общением с верующими людьми, готовыми оказать духовную поддержку».

Православная Церковь в Америке на 10-м Всеамериканском церковном соборе 1992 года предлагает следующее суждение: 

«Мужчины и женщины с гомосексуальными чувствами и эмоциями должны рассматриваться с пониманием, принятием, любовью, справедливостью и милосердием, причитающимися всем человеческим существам… Лица, борющиеся с гомосексуальностью, которые принимают православную веру и стремятся к осуществлению православного пути жизни, могут быть причастниками Церкви вместе со всеми другими [людьми], которые веруют и совершают [духовное] борение».Оригинальный текст (англ.)Men and women with homosexual feelings and emotions are to be treated with the understanding, acceptance, love, justice and mercy due to all human beings...Persons struggling with homosexuality who accept the Orthodox faith and strive to fulfill the Orthodox way of life may be communicants of the Church with everyone else who believes and struggles
В то же время лица, оправдывающие гомосексуальный образ жизни, не допускаются к таинствам церкви.
Русская Православная Церковь считает недопустимым церковное венчание однополых пар, причём такое венчание однозначно рассматривается как «кощунство над таинством». Такое мнение выражено Священным Синодом Русской Православной Церкви по поводу факта «венчания» 1 сентября 2003 года однополой пары в одном храме Нижнего Новгорода. В синодальном определении по этому поводу в числе прочего сказано: Напомнить боголюбивой пастве нашей Святой Церкви о необходимости соблюдать святость и нерасторжимость брака, и недопустимость однополой «любви», блуда и прелюбодействия.
Исторически в русском православии существовало мнение о меньшей греховности женской гомосексуальности по сравнению с мужской и даже с гетеросексуальным блудом. Сегодня некоторые священнослужители Финской автономной православной церкви (Константинопольского Патриархата) призывают к пересмотру традиционного церковного осуждения гомосексуальных отношений.

### Древневосточные церкви
Древневосточные церкви традиционно придерживаются осуждения гомосексуальных отношений. Так, например, глава Коптской православной церкви папа Шенуда III заявил: 

«Гомосексуальность — против природы, потому что сексуальные отношения дозволены только в пределах границ брака, а брак дозволен только между мужчиной и женщиной, мужским полом и женским. Следовательно, любые сексуальные действия вне этих границ могут быть охарактеризованы только как аномалия, деяния против природы».Оригинальный текст (англ.)Homosexuality is against nature because sexual relations are
permitted only within the confines of marriage, and marriage is only permitted between a man and a woman, male and female.
Hence, any sexual conduct outside these confines can only be described as an abnormality; an act against nature.
 Лидеры Эфиопской православной церкви совместно с лидерами других церквей Эфиопии обратились с призывом к правительству страны ввести конституционный запрет гомосексуальных отношений.
Многие общины верующих Древневосточных церквей находятся на территории государств, где гомосексуальные отношения преследуются законодательством, не выражая каких-либо возражений по этому поводу. Однако в Индии во время дискуссий по поводу легализации однополых отношений Национальный Совет Церквей, в составе которого Древневосточные церкви находятся вместе с Протестантскими, сделал заявление о том, что гомосексуальность является «естественной или генетической реальностью», и предложил «переосмыслить Писание в перспективе людей другой сексуальной ориентации». При этом Совет не пришёл к какому-либо окончательному выводу по поводу заключения однополых браков.
В Армении в 2006 году произошёл скандальный случай: два армянина гомосексуальной ориентации из Франции приехали на свою историческую родину, чтобы совершить неофициальное бракосочетание в Эчмиадзинском соборе. Этот инцидент получил широкое освещение в местных и иностранных СМИ, что вызвало негативную реакцию официальных представителей Армянской Апостольской церкви, поскольку эта церковь занимает традиционную позицию осуждения однополых отношений, и послужило поводом противопоставления современных ценностей прав человека и традиционной нравственности.

### Англиканство
Епископальная церковь США, а также англиканские церкви Великобритании, Канады, ЮАР, Австралии и Новой Зеландии, благословляют гей браки и однополые партнёрства, допускают открытых гомосексуалов к священническому служению, и, имеют открытые прецеденты рукоположения, в том числе состоящих в гражданском партнёрстве, гомосексуалов в епископов.
Англиканские церкви Бразилии, Южной Африки, Южной Индии, Новой Зеландии и Канады предприняли решительные шаги к одобрению и празднованию однополых отношений. Епископальная Церковь США разрешает однополые браки с 2015 года, а Шотландская Епископальная Церковь с 2017 года.
К Епископальной церкви относились 11 из 45 американских президентов, англиканский Вашингтонский Кафедральный Собор — главный собор столицы Соединённых Штатов Америки, и, является одним из крупнейших кафедральных соборов мира, и, вторым в США, после, строящегося с 1983 года, также англиканского Собора Иоанна Богослова в Нью Йорке, который, после завершения строительства должен стать самым высоким Христианским Храмом Мира, обогнав с высотой 182 метра, самый высокий на данный момент Ульмский собор в Германии.
Це́рковь А́нглии — государственная церковь Соединённого Королевства, Матерь-Церковь — всемирного Англиканского сообщества.
Религиозно-догматические решения Церкви Англии, должны одобряться Парламентом Великобритании, только после этого, они принимаются Английской Церковью. Главой Церкви является британский монарх, за ним идут, намеренно, два не наследуемых титула Архиепископов Кентерберийского и Йорского. Архиепископ Кентерберийский также является главным примасом всего Англиканского Сообщества.
Англиканское сообщество является третьим самым большим христианским сообществом в мире после Римско-католической церкви и Вселенского православия.
Статус канонического единства означает, что между церквями отсутствуют разногласия по важнейшим доктринам.
Так, в заключительной резолюции Ламбетской конференции в 1998 году отмечается следующее: 

«Мы обязуемся прислушиваться к опыту гомосексуальных лиц и хотим заверить их, что они любимы Богом, и что все крещёные, верующие и верные лица, независимо от их сексуальной ориентации, являются полноправными членами Тела Христова».Оригинальный текст (англ.)We commit ourselves to listen to the experience of homosexual persons and we wish to assure them that they are loved by God and that all baptised, believing and faithful persons, regardless of sexual orientation, are full members of the Body of Christ
 В последующем Пасторском Заявлении от имени 182 епископов со всего мира (Бразилии, Канады, Центральной и Южной Африки, Новой Зеландии, Ирландии, Шотландии, Уэльса) епископы принесли публичные извинения гомосексуальным англиканам за то, что их голос «не был адекватно услышан». 

«Мы обещаем, что будем продолжать размышлять, молиться и работать для вашего полного включения в жизнь церкви», — говорится в этом документе.Оригинальный текст (англ.)We pledge that we will continue to reflect, pray, and work for your full inclusion in the life of the Church

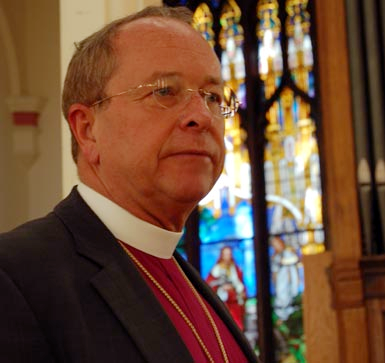
Епископ Нью-Гэмпшира Джин Робинсон

Наиболее либеральную позицию занимает Епископальная церковь США.
Внутри Англиканского сообщества, принимается открытое гомосексуальное духовенство; например, Джин Робинсон широко известен как первый открытый гей, рукоположённый в епископы в Англиканском сообществе, не принявший при этом обет целибата. В 2003 году, Епископальной церковь США стала первой англиканской провинцией, которая рукоположила открытого священника гея находящегося в однополых отношениях в качестве епископа. В 1976 году Генеральная конвенция Епископальной церкви США приняло резолюцию, в которой говорится: «Смысл этой Генеральной конвенции в том, что гомосексуальные люди являются детьми Божьими, которые имеют полное и равное право со всеми другими людьми на принятие любви, пастырскую заботу и заботу Церкви».
В 2009 году собор Епископальной церкви США принял резолюцию о том, что «Бог призывал и может призвать в будущем» к епископскому служению гомосексуалов, живущих со своими партнёрами, а также решение о церковном благословении однополых союзов. Вслед за этим на должность викарного епископа в Лос-Анджелесе была избрана открытая лесбиянка Мэри Гласспул. Англиканская община в Латвии проводит служения для гомосексуалов.

### Старокатолицизм
Старокатолические церкви в основной массе: в Германии, Швейцарии, Австрии и Нидерландах рассматривают гомосексуальные отношения как морально приемлемые и совершают благословения однополых пар, хотя и проводят различие между браком мужчины и женщины и однополым союзом. Однако Польская национальная католическая церковь покинула Утрехскую унию этих церквей в 2003 году из-за несогласия с благословением однополых пар и рукоположением женщин. По тем же причинам Унию покинула Старокатолическая церковь Словакии; часть консервативных старокатоликов, не признающих гомосексуальные браки объединены во Всемирный совет национальных католических церквей.

### Протестантизм ранний

#### Моравская церковь
Моравская церковь не имеет окончательной позиции в отношении гомосексуальности и продолжает изучение проблемы. Она признаёт, что некоторые тексты Библии говорят негативно о гомосексуальных актах, но считают нужным учитывать культурно-исторический контекст и современные научные исследования.

#### Лютеранство
Среди лютеран присутствуют противоположные позиции в отношении гомосексуальности. Либеральное направление, составляющее большинство лютеран, не считает гомосексуальные отношения грехом. Так, Евангелическая лютеранская церковь в Америке, Евангелическая Церковь Германии, Протестантская церковь Нидерландов благословляют однополые союзы и открывают служение для гомосексуалов, живущих в преданных однополых отношениях. Церковь Дании и Евангельско-лютеранская Церковь Италии благословляют однополые союзы, Церковь Норвегии разрешает гомосексуалам становиться священниками. С 1 ноября 2009 года Церковь Швеции стала первой крупной деноминацией, которая официально венчает однополые браки, а в ноябре 2009 года в епископы Стокгольма была посвящена открытая лесбиянка Ева Брунне. Другой крупной деноминацией, где благословляются однополые браки и разрешено служение священников-гомосексуалов, в июле 2011 года стала Евангелически-Лютеранская церковь Канады.
Консервативные деноминации, например, Лютеранская церковь — Миссурийский синод, Лютеранская Церковь Австралии, Висконсинский евангелический лютеранский синод считают гомосексуальные отношения греховными и допускают к служению лишь тех, кто борется с гомосексуальными наклонностями.
Лютеранские церкви на постсоветском пространстве придерживаются ортодоксальных позиций. Так «Церковь Ингрии не только не признает женское священство, однополые браки и гомосексуальность, но считает это бесспорным грехом», а Генеральный Синод Евангелическо-Лютеранской Церкви России Аугсбургского исповедания (ЕЛЦАИ) «однозначно осудил гомосексуализм и его проявления в Церкви». Согласно Заявлению Епископа Евангелическо-Лютеранской Церкви Европейской части России (ELKRAS) Зигфрида Шпрингера по поводу гомосексуальных «браков» и отношений «данность человеческой жизни как разнополой („…мужчину и женщину сотворил их“ Быт. 1, 27) определяет брак, как жизненный союз между мужчиной и женщиной и исключает возможность обозначать или понимать как браки иные союзы», а гомосексуальная связь не может рассматриваться иначе, чем «грех и мерзости перед Господом».
Генеральный Синод Эстонской Евангелическо-Лютеранской Церкви с «огромной обеспокоенностью» наблюдает за развитием событий в некоторых церквах — членах Всемирной Лютеранской Федерации, Общения Порво и Сообщества Протестантских Церквей в Европе. В 2008 г. Эстонский Совет Церквей опубликовал общую позицию его членов, согласно которой "традиция Священного Писания не может быть истолкована в смысле дозволения практики гомосексуализма. По Библии гомосексуализм есть грех, рассматриваемый отрицательно как в Ветхом, так и Новом Заветах. Согласно пониманию церковной жизни и практики, грех не может «быть превращён в норму». Данная позиция была подтверждена епископами Эстонской, Латвийской и Литовской Евангелическо-Лютеранских церквей.

#### Пресвитерианство
Среди пресвитериан нет единого мнения, и в течение многих лет ведутся споры в отношении гомосексуальности. Пресвитерианская церковь в Америке (Presbyterian Church in America), Ассоциация реформированной пресвитерианской церкви (Associate Reformed Presbyterian Church) и Ортодоксальная пресвитерианская церковь (Orthodox Presbyterian Church) осуждают однополые отношения как несовместимые с библейской моралью, но верят, что гомосексуалы могут покаяться и бросить свой «образ жизни». В Бразилии Пресвитерианская церковь (Igreja Presbiteriana do Brasil) осуждает гомосексуальные отношения и, более того, выступила с осуждением закона против гомофобии. Пресвитерианская организация OneByOne считает своей миссией «исправление» гомосексуалов.
Вместе с тем, Объединённая церковь Канады, 70 % численности членов которой составили пресвитериане, совершенно открыта в отношении гомосексуальности и поддерживает однополые браки (см. выше). В мае 2011 года Пресвитерианская церковь США после 30-летней дискуссии приняла решение рукополагать и допускать к пасторскому служению открытых гомосексуалов. Церковь Шотландии разрешает церемонию заключения однополого союза с 2006 года, в 2009 году был рукоположён первый гей, в 2013 году официально принято решение допускать до рукоположения открытых геев, состоящих в церковных союзах.

### Протестантизм поздний

#### Баптизм
Многие баптистские церкви открыты для принятия гомосексуальных отношений. Сеть баптистов — британская организация, которая поддерживает негетеросексуальных христиан и людей, обеспокоенных своей сексуальностью в церкви. Альянс баптистов — американское баптистское движение, поддерживающее однополые браки и открытое для ЛГБТ-людей. Ассоциация доброжелательных и поддерживающих баптистов состоит из баптистских церквей, организаций и отдельных лиц, которые поддерживают людей вне зависимости от их сексуальной ориентации и гендерной идентичности и выступают за включение ЛГБТ-людей в баптистские религиозные общины. Эта группа состоит из почти ста церквей и организаций, входящих в Американские баптистские церкви США и Кооперативное баптистское братство. Национальная баптистская конвенция США, Американские баптистские церкви США, и Прогрессивная национальная баптистская конвенция имеют конгрегации и служителей, занимающих либеральную позицию по этому вопросу.
В 1986 году, Фракция Евангельских и Экуменических Женщин (ФЕЭЖ), тогда известная как Международная Фракция Евангельских Женщин, приняла резолюцию, гласящую: «В то время как гомосексуальные люди являются детьми Бога, и в силу библейского мандата Иисуса Христа о том, что все мы созданы равными в глазах Бога, и в знак признания присутствия лесбийского меньшинства в ФЕЭЖ, ФЕЭЖ занимает твердую позицию в пользу защиты гражданских прав гомосексуальных людей».
Опрос 2014 года показал, что 43 % белых евангелических американских христиан в возрасте от 18 до 33 лет поддерживают однополые браки. Евангельские церкви принимают гомосексуальность и празднуют однополые свадьбы.
Эл Шарптон, баптистский священник и лидер движения за гражданские права, во время своей кампании по выдвижению кандидатом в президенты от Демократической партии в 2004 году заявил, что вопрос о том, должны ли геи или лесбиянки иметь возможность вступать в брак, является оскорбительным: «Это все равно, что сказать, что вы даете чёрным, или белым, или латиноамериканцам право жить вместе — но не жениться […] Это все равно, что спросить „Поддерживаю ли я брак чёрных или брак белых“… Из этого вопроса можно сделать вывод, что геи не похожи на других людей».
Ряд церквей занимают более гибкую позицию. Так, Баптистский союз Великобритании считает, что однополые пары «не должны подвергаться дискриминации из-за своей сексуальной ориентации», но и те христиане, которые считают однополые отношения неправильными, не должны принуждаться изменять свою позицию в том, что является принципом их веры. Национальная баптистская конвенция США не формулирует официальную позицию, оставляя это на рассмотрение каждой отдельной конгрегации..
Американский пастор Фред Фелпс, глава Баптистской церкви Вестборо, выступавший с частыми заявлениями против присутствия ЛГБТ-идеологии в религиозных практиках, был подвергнут резкой критике и травле в средствах массовой информации. Ему был запрещен въезд в Великобританию. По решению Совета старейшин Фелпс был отлучен от церкви и вскоре умер, в связи с критическим состоянием здоровья. Его сын Нейтан стал ЛГБТ-активистом и начал осуждать религиозную группу своего отца.
Не одобряют гомосексуальные отношения сравнительно небольшое число конгрегаций баптистов. Так, Коалиция Американские баптистские церкви США, несмотря на то, что некоторые организации входящие в неё придерживаются противоположной позиции, выступает против однополых браков. Южная баптистская конвенция США вышла из Всемирного Союза Баптистов в 2004 году. Южная баптистская конвенция США обвинила тогдашнего президента Всемирного Союза Баптистов Кима в принятии «либеральной теологии» из-за его поддержки осуществления пасторского служения женщин, а также из-за того, что, входящая в неё Коалиция Американские баптистские церкви США, принимала в членство организации выступающие за браки между людьми одного пола.
В 2005 году, две организации входящие в Южную Баптистскую Конвенцию США, Генеральная баптистская ассоциация Вирджинии и Генеральная баптистская конвенция Техаса, подали заявку на членство в Всемирном Союзе Баптистов и были приняты. В 2014 году, баптистская Церковь Общины «Новое сердце» Ла-Мирада в 2014 году, расположенная в пригороде Лос-Анджелеса, также, была исключена из Южной баптисткой конвенции США по причине принятия гомосексуальности и однополых браков. Южно баптистская Конвенция США выпустила ряд резолюций, в которых, отвергает гомосексуальные отношения. Она также выступает против однополых браков.
Южная баптистская конвенция США насчитывает свыше 16 миллионов членов из всех 54,85 миллионов баптистов США. Трудность подсчета заключается в том, что, они считают членами своей религиозной группы только тех, кто прошёл крещение во взрослом сознательном возрасте. Баптисты, с конца XIX века, наиболее крупная религиозная конфессия в Соединённых Штатах Америки, представленная в каждом штате, но, нигде не составляющая большинство, кроме штатов Вирджиния и Техас, где они подавляющее большинство протестантов, не считая 28 % католиков в Техасе и 12 % католиков Вирджинии. Баптисты этих штатов, также состоят в Южной баптисткой Конвенции США. В тов время как Всемирный Союз Баптистов представляет большинство баптистов мира.
Евангельские христиане-баптисты на постсоветском пространстве придерживаются консервативных позиций, считая гомосексуальность «греховным пристрастием», которое «требует исцеления». Любая попытка легализовать однополые отношения признаётся как «откровенный бунт против Бога и определённых Им естественных законов».

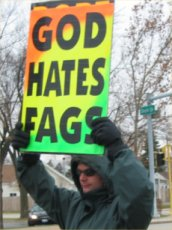
Плакат «Бог ненавидит пидоров»

#### Квакерство
Квакеры были одной из первых церквей, которые говорили открыто насчет сексуальности … Мы чувствуем, что качество и глубина чувств между двумя людьми — это самая важная часть любовных отношений, не их гендера или сексуальной ориентации.— Квакеры Британии, FAQ

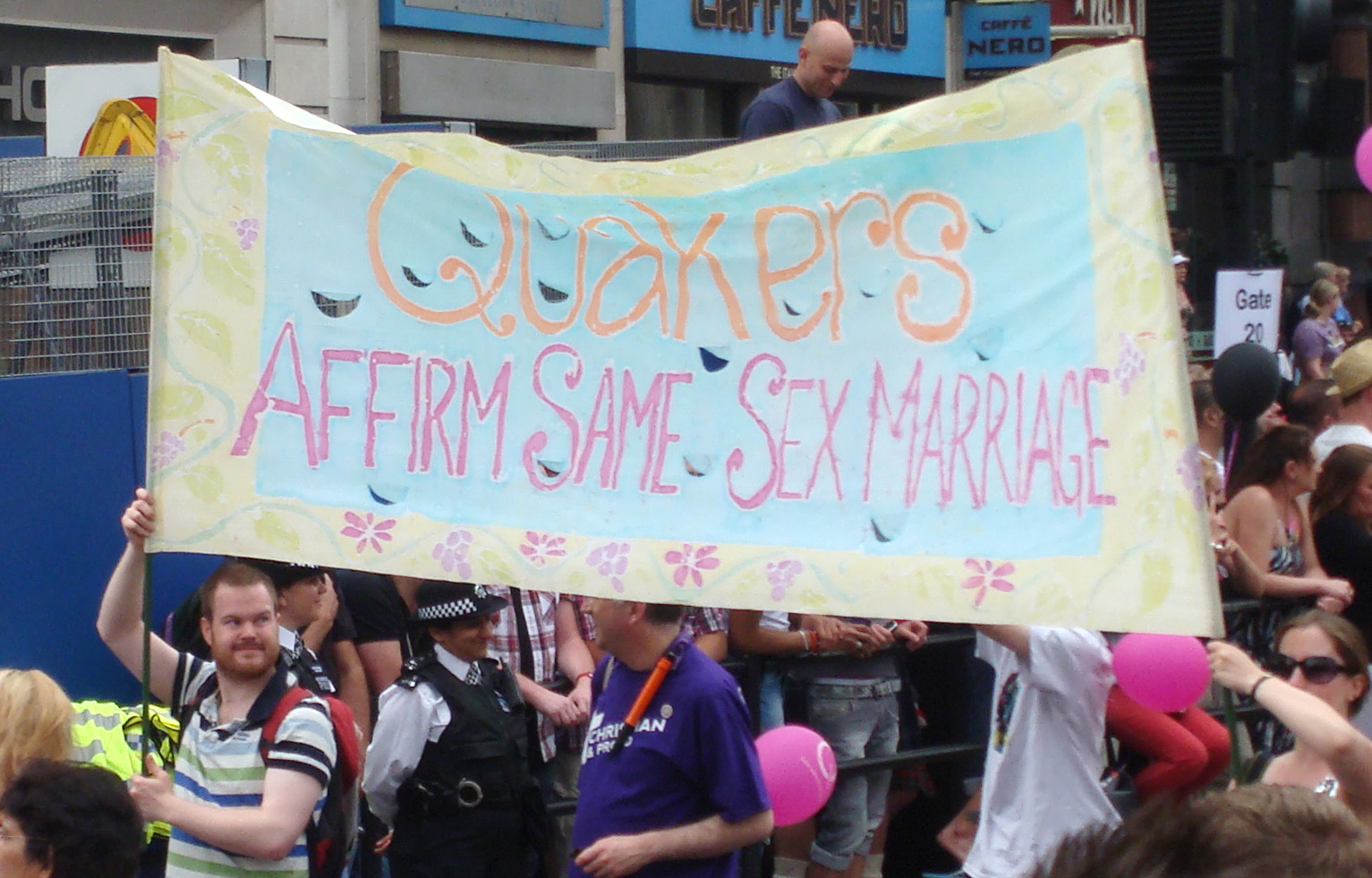
Quakers supporting gay marriage at Pride London 2011.

Квакеры в Соединённом Королевстве так же благосклонно относятся к этому вопросу и на своём ежегодном собрании в июле 2009 года официально выразили поддержку однополым бракам и пролоббировали в правительстве необходимые законодательные изменения. Принятие подобного решения не было таким трудным как в других религиозных группах. Сорок шесть лет назад была издана «К квакерскому взгляду на секс». Книга формирует одну из первых Квакерских заявлений относительно секусуальности, и включает утверждения, что пол или сексуальная ориентация не имеют значения при оценке интимных отношений и что истинным критерием является наличие «бесскорыстной любви».
Генеральная конференция Друзей (Friends General Conference) и Друзья Великобритании (Friends in Great Britain) одобряют однополые браки.
Ряд британских собраний праздновали однополые отношения через официальное собрания для посвящения — публичный акт поклонения, что-то очень похожее на традиционную квакерскую свадьбу. Британские Квакеры также поддержали придании в 2005 году в Великобритании правового статуса однополых гражданских партнёрств, а в 2009 году они поддержали однополые браки с мыслью, что «брак — это дело Господа, а мы лишь свидетели». Квакеры поддержали Закон о браке (однополых пар) 2013 года, который легализовал однополые браки в Великобритании.
Квакеры в Соединённых Штатах, связанные с Генеральной Конференцией Друзей, охватывающей большое количество ежегодных собраний и примерно пятую часть всех квакеров в стране, являются наиболее толерантными: многие ежемесячные собрания и некоторые ежегодные собрания обеспечивают полное равенство для гомосексуалов, включая брак. Сама Генеральная Конференция Друзей в 2004 году сделала заявление о включении ЛГБТ квакеров как равных в богослужение и признании их прошлого вклада в работу конференции.
В Канаде, главный «зонтичный» Квакерский орган, Канадское Ежегодное Собрание, разделяет взгляды, схожие с американскими квакерскими группами, и в 2003 году заявило, что канадские квакеры «поддерживают право однополых пар на гражданский брак и распространение юридического определения брака на однополые пары». С тех пор на Канадских Ежемесячных Собраниях было заключено несколько однополых браков. Канадские Ежегодные Собрания является членом как Объеденненых Встреч Друзей, так и Генеральной Конференции Друзей.
В Новой Зеландии ежегодное собрание Te Hāhi Tūhauwiri в 1992 году приняло решение «искать официальные способы признания различных обязательств, включая партнерские отношения геев и лесбиянок».
Квакеры в Австралии в подавляющем большинстве принимают гомосексуальность и будут праздновать однополые браки так же, как и браки людей противоположного пола. В 1975 году Австралийское ежегодное собрание официально заявило:
«Религиозное общество Друзей (квакеры) в Австралии призывает к изменению законов… для устранения дискриминации гомосексуалов. Это заявление сделано в свете желания Общества устранить дискриминацию и преследования в обществе. Общество также призывает всех людей стремиться к большему знанию и пониманию разнообразия человеческих отношений и утверждать ценность любви во всех них.»
Австралийские квакеры поддерживают проведение церемоний посвящения однополых и разнополых браков с 1994 года и признают их наравне с другими преданными и любящими отношениями. В январе 2010 года квакеры, собравшиеся в Австралийском ежегодном собрании в Аделаиде, согласились рассматривать все просьбы о заключении брака в соответствии с квакерскими традициями, независимо от сексуальной ориентации или пола партнёров. До этого решения, принятого в масштабах всей Австралии, Региональное собрание в Канберре отпраздновало первый однополый брак среди австралийских квакеров 15 апреля 2007 года.

#### Методизм
Среди методистов преобладает традиционная позиция осуждения гомосексуальных отношений.
С 1972 года, Объединённая методистская церковь в качестве своей официальной позиции к гомосексуальности, придерживается Книги Дисциплин и объявила «гомосексуальные практики» «несовместимыми с христианским учением». Вслед за статьей о несовместимости 1972 года, на последующих Генеральных Конференциях были добавлены другие ограничения. В настоящее время Книга Дисциплины запрещает рукоположение «практикующих, признающих себя гомосексуалами», запрещает духовенству благословлять однополые союзы или председательствовать в них, запрещает использование помещений ОМЦ для церемоний однополых союзов и запрещает использование церковных средств для «собраний геев» или других групп, которые «способствуют принятию гомосексуальности».
Несмотря на эту формулировку, члены Церкви не придерживаются единого мнения по этому вопросу. Предшествуя положению о несовместимости, в Книге Дисциплины четко говорится, что «гомосексуальные люди, не менее чем гетеросексуальные люди, являются личностями священной ценности». Некоторые считают, что это положение о «священной ценности» противоречит следующему утверждению о несовместимости гомосексуалов с христианским учением. Книга Дисциплины подтверждает, что все люди, как гетеросексуальные, так и гомосексуалы, включены в служение церкви и могут получить дар Божьей благодати. В то время как Книга Дисциплины поддерживает гражданские права гомосексуалов, и отвергает недоброжелательное отношение к ним со стороны семей и церквей, но также призывает к принятию законов, определяющих брак как союз между одним мужчиной и одной женщиной.
Были предприняты безуспешные попытки принять резолюции о «полном принятии геев, лесбиянок, бисексуалов и трансгендеров в жизнь Церкви» на Генеральных Конференциях с момента введения положения о несовместимости в 1972 году; делегаты ежегодных конференций на Северо-Востоке и на Западном побережье обычно голосуют за это, но их численно превосходят выходцев из Юго-Восточной Азии и Африки.

#### Адвентизм
Церковь адвентистов седьмого дня выступает против однополой сексуальной практики, утверждая, что «сексуальные отношения допустимы только в супружеских отношениях между мужчиной и женщиной», а все отношения вне рамок супружеской близости не соответствуют замыслу Бога.

#### Пятидесятничество
Большинство церквей, которые находятся в движении пятидесятников, считают гомосексуальные отношения грехом. Крупнейшая пятидесятническая церковь Ассамблеи Бога, ссылаясь на традиционное понимание библейских текстов, называет гомосексуальные отношения «извращением». Она утверждает, что гомосексуальность следует рассматривать как поведение, а не как сексуальную ориентацию, и, следовательно, гомосексуалы имеют выбор быть или не быть гомосексуальными. С категорическим осуждением гомосексуальности выступали и другие международные пятидесятнические церкви — Церковь Бога, Международная церковь четырёхстороннего Евангелия, Пятидесятнические ассамблеи мира, Церковь Бога во Христе, Международная пятидесятническая церковь святости. Позиция Объединённой пятидесятнической церкви гласит, что любой служитель церкви, признанный виновным в сексуальных грехах, лишается сана немедленно и теряет право на дальнейшее служение в церкви когда-либо.
Столь же твёрдую позицию занимают Христиане веры евангельской (пятидесятники) в России. Член Экспертного совета Комитета Государственной Думы РФ по делам общественных объединений и религиозных организаций епископ К. В. Бендас утверждает, что гомосексуальность является Квакеры в Австралии в подавляющем большинстве принимают гомосексуальность и будут праздновать однополые браки так же, как и браки людей противоположного пола. В 1975 году Австралийское ежегодное собрание официально заявило:
«Религиозное общество Друзей (квакеры) в Австралии призывает к изменению законов… для устранения дискриминации гомосексуалов. Это заявление сделано в свете желания Общества устранить дискриминацию и преследования в обществе. Общество также призывает всех людей стремиться к большему знанию и пониманию разнообразия человеческих отношений и утверждать ценность любви во всех них.»
Австралийские квакеры поддерживают проведение церемоний посвящения однополых и разнополых браков с 1994 года и признают их наравне с другими преданными и любящими отношениями. В январе 2010 года квакеры, собравшиеся в Австралийском ежегодном собрании в Аделаиде, согласились рассматривать все просьбы о заключении брака в соответствии с квакерскими традициями, независимо от сексуальной ориентации или пола партнёров.[5] До этого решения, принятого в масштабах всей Австралии, Региональное собрание в Канберре отпраздновало первый однополый брак среди австралийских квакеров 15 апреля 2007 года.[6]не болезнью, которую надо лечить, а именно грехом, который необходимо искоренять!".
Пятидесятнические церкви в основном выступают против однополых союзов, гей-пасторов и стремятся отлучать прихожан, которые продолжают гомосексуальную практику.

### Церковь Иисуса Христа Святых последних дней (мормоны)
Церковь Иисуса Христа Святых последних дней разъясняет, что гомосексуальные наклонности сами по себе не являются греховными. Однако гомосексуальные отношения считаются серьёзным грехом на уровне или даже выше, чем другая сексуальная активность вне законного гетеросексуального брака. Мормоны активно выступают против однополых браков в США, утверждая, что те подрывают истинную цель брака. Так, вклад мормонов в кампанию 2008 года против однополых браков в Калифорнии («Предложение 8») составил от 50 % до 75 % бюджета этой кампании.
Вместе с этим, церковь мормонов призвала своих членов протянуть руки гомосексуалам с любовью и пониманием, что вызвало критику и протесты со стороны более консервативных церквей.

### Свидетели Иеговы
Свидетели Иеговы рассматривают однополый секс как грех, но признают, что некоторые люди, в том числе и члены их конгрегации, могут иметь склонность к гомосексуальности. Члены общества свидетелей Иеговы обязаны воздерживаться от любой формы гомосексуального поведения, которое рассматривается как серьёзный грех — разновидность блуда; нераскаивающихся гомосексуалов исключают из собрания. Однако, хотя они дистанцируются от гомосексуальной практики, они не учат ненавидеть гомосексуалов. В официальной литературе свидетелей Иеговы заявлено, что христиане не должны делать гомосексуалов объектом недоброжелательности, насмешек или преследований, и что ко всем ближним следует относиться с уважением и достойным образом. Свидетели Иеговы верят, что Бог замыслил брак как постоянную интимную связь между мужчиной и женщиной, а относительно однополых браков заявляют, что это «не может подарить гомосексуальности маску респектабельности». Тем не менее они хотят оставаться в стороне от споров по поводу правового вопроса:

«Даже тогда, когда законы страны находятся в противоречии с их библейски выученной совестью, свидетели Иеговы не участвуют в протестах или любых формах политических кампаний с тем, чтобы изменить такие законы», — говорится на их официальном сайте.Оригинальный текст (англ.)Even when the laws of the land are in conflict with their Bible-trained conscience, Jehovah’s Witnesses do not engage in protests or any form of political campaigns in order to change such laws.

## Организации для гомосексуалов и ЛГБТ-активизм в христианстве
Поддерживающий гомосексуальность ЛГБТ-активизм в рамках православных церквей менее распространён, чем в католичестве и протестантизме. Одной из немногих подобных групп является организация Axios — ассоциация православных христиан византийского обряда и католиков восточного обряда, которые являются геями, лесбиянками, бисексуалами и трансгендерными людьми. Основанная в Лос-Анджелесе, эта организация имеет отделения в нескольких штатах США, а также в Канаде и Австралии.
В Америке в 1980 году была основана коалиция гей-включающих конгрегаций пресвитериан More Light Presbyterians, которая оказывает неформальную поддержку миссии полного принятия людей любой сексуальной ориентации в жизнь церкви.
В рамках Объединённой методистской церкви (United Methodist Church) присутствует движение Reconciling Ministries Network, нацеленное на более открытое принятие геев, лесбиянок, бисексуалов и трансгендерных людей.
В 1976 году была образована сравнительно малочисленная (порядка 1500 членов) независимая организация Международное родство адвентистов седьмого дня, выступающая в поддержку сексуальных меньшинств среди адвентистов. Церковь адвентистов седьмого дня судилась с этой ЛГБТ-христианской организацией по поводу употребления ею наименования адвентизма в названии, однако суды были проиграны..
Некоторые пятидесятники-единственники, отлучённые из родных церквей, организовали движения, которые не осуждают гомосексуальные отношения: Скала Христовой церкви (The Rock of Christ Church), Апостольское ходатайственное служение (Apostolic Intercessory Ministry), Национальный гей-пятидесятнический альянс (The National Gay Pentecostal Alliance), Международное содружество примирения пятидесятников (Fellowship of Reconciling Pentecostals International). Часть этих движений, объединившись друг с другом, образовали альянс церквей Гей-апостольских пятидесятников.
Бывший пятидесятнический служитель Трой Перри (исключённый из родной церкви за гомосексуальность) в 1968 году организовал позднее выделившуюся в отдельную конфессию Метропольную общинную церковь (см. выше), которая служит геям и лесбиянкам, принимая их гомосексуальность.
Среди мормонов присутствуют и движения, которые не согласны с официальной консервативной церковной доктриной и стремятся изменить её в сторону принятия гомосексуальных отношений. К числу таких групп относятся, например, Affirmation: Gay & Lesbian Mormons и Gamofites.
Существует Международная сеть поддержки для лесбиянок, геев, бисексуалов и трансгендерных людей — нынешних и бывших Свидетелей Иеговы (International Support Network for Lesbian, Gay, Bisexual, Transgender Current and Former Jehovah’s Witnesses), которая оказывает духовную помощь этим группам лиц, не принадлежа к официальной организации и заявляя, что её члены могут избрать собственный духовный путь.

## Некоторые статистические исследования
Отношение к гомосексуальности среди христиан в разных странах бывает различным.
- США. Наиболее интенсивные социологические исследования проводятся в США, где последние годы происходят бурные дискуссии по поводу отношения к гомосексуальности и, в частности, по поводу возможности или недопустимости однополых браков. Ниже представлены результаты исследования мнений представителей христианских конфессий США в 2007 году[160]. Эти данные показывают, что консервативные взгляды на гомосексуальность преобладают в среде: евангельских христиан, мормонов и свидетелей Иеговы, в то время как среди церквей протестантского «мейнстрима», католиков и православных большая часть верующих склоняется к либеральным взглядам.

| Конфессии                    | Да | Нет | Другое | Н. О. | Сумма | Доля |
| ---------------------------- | -- | --- | ------ | ----- | ----- | ---- |
| Евангельские церкви          | 26 | 64  | 5      | 5     | 100   | 26,3 |
| Традиционные протестанты США | 56 | 34  | 6      | 5     | 100   | 18,1 |
| Церкви чернокожих            | 39 | 46  | 6      | 8     | 100   | 6,9  |
| Римско-католическая церковь  | 58 | 30  | 5      | 7     | 100   | 23,9 |
| Мормоны                      | 24 | 68  | 5      | 3     | 100   | 1,7  |
| Православная церковь         | 48 | 37  | 7      | 8     | 100   | 0,6  |
| Свидетели Иеговы             | 12 | 76  | 6      | 5     | 100   | 0,7  |
| Другие христиане             | 69 | 20  | 6      | 5     | 100   | 0,3  |

Исследование проводилось Исследовательским центром Pew Research Center (помимо христиан, изучалось также мнение представителей других религий). Участникам опроса задавался вопрос: «Какое утверждение лучше всего соответствует вашей личной точке зрения?»
| Столбец | Значение                                                                     |
| ------- | ---------------------------------------------------------------------------- |
| Да      | Образ жизни гомосексуалов должен быть принят обществом                       |
| Нет     | Образ жизни гомосексуалов обескураживает (его следует избегать)              |
| Другое  | Ни то, ни другое / Оба вместе / Спонтанные ответы вне предложенных вариантов |
| Н. О.   | Нет ответа / «Не знаю»                                                       |
| Доля    | Доля населения религиозной традиции                                          |

Исследование 2008 года, проведённое среди священников традиционных (так называемых «магистральных») протестантских деноминаций США, показало, что большинство служителей этих церквей (79 %) согласны, что гомосексуалы должны обладать всеми теми правами, что и другие граждане. Большинство (65 %) также поддерживают однополые браки или однополые гражданские партнёрства. Исследовательский центр Pew Research Center выявил широкую поддержку гомосексуальности среди мирян протестантских церквей: более половины членов Объединённой методистской церкви, Пресвитерианской церкви США, Евангелической лютеранской церкви Америки, Англиканской церкви, Объединённой церкви Христа и Епископальной церкви заявили, что образ жизни гомосексуалов должен быть принят обществом.
Достаточно существенная поддержка пересмотра традиционного церковного осуждения гомосексуальности выявляется и среди католиков. Такого мнения в 2008 году придерживалось 55 % католиков США, в 2009 — 60 %, в 2010 — 62 %. Причём исследования, проводимые в США, показывают усиление либерализации по годам среди христиан основных конфессий США (протестантизма и католичества) в целом. Однако процент католиков, относящихся к гомосексуальности либерально, превышает процент протестантов того же мнения. Приведённые ниже данные отражают отношение к гомосексуальности протестантов в совокупности (без учёта разнообразия конфессий) и католиков.
| США         | 2006 | 2009 | 2010 |
| ----------- | ---- | ---- | ---- |
| Католики    | 46 % | 60 % | 62 % |
| Протестанты | 36 % | 36 % | 42 % |

По данным опросов на март 2011 года 63 % белокожих католиков США выступают в поддержку однополых браков, что выше, чем среди американцев в целом (53 %). Среди белокожих протестантов США это число составляет 25 % евангеликов и 57 % не-евангеликов (традиционных) верующих.
- Бразилия. В Бразилии по данным на 2003 год 96 % протестантов и 84 % католиков отвергают гомосексуальные отношения[165]. Согласно исследованию 2004 года, 62 % из опрошенных 1831 католических священников не разделяют церковное осуждение гомосексуальных отношений[166]. В 2006 году 49 % бразильских католиков в возрасте от 16 до 19 лет считают, что гомосексуальные мужчины «либо больны, либо бесстыдны»[167]. В 2009 году больше половины католиков — 54,3 % считает, что гомосексуальные отношения могут быть оправданы[168]. Число протестантов, придерживающихся этого мнения, составляет 21,2 %. Причём в случае протестантов есть разница в долях мнений практикующих и непрактикующих верующих, в то время как в случае католиков эта разница практически отсутствует. Данные последнего исследования (2009 год) более детально приведены ниже.

Вопрос: «Гомосексуальные отношения…»
| Конфессии                            | Могут быть оправданы | Не могут быть оправданы |
| ------------------------------------ | -------------------- | ----------------------- |
| Католики в целом                     | 54,3 %               | 45,7 %                  |
| Регулярно практикующие католики      | 54,2 %               | 45,8 %                  |
| Нерегулярно практикующие католики    | 52,7 %               | 47,3 %                  |
| Непрактикующие католики              | 55,8 %               | 44,2 %                  |
| Протестанты в целом                  | 21,2 %               | 78,8 %                  |
| Регулярно практикующие протестанты   | 17,8 %               | 82,2 %                  |
| Нерегулярно практикующие протестанты | 39,4 %               | 60,6 %                  |
| Непрактикующие протестанты           | 42,1 %               | 57,9 %                  |

В 2010 году число католиков Бразилии, выступающих против и в поддержку решения Верховного Суда разрешить усыновление детей в однополых семьях разделились незначительно: 47 % выступили против и 41 % католиков поддержали легализацию усыновления детей однополыми семьями.
- Мексика. Исследование, проведённое в 2003 году организаций The Population Council, предоставляет следующие результаты[170]:

| Мексика                                                                                     | Католики |
| ------------------------------------------------------------------------------------------- | -------- |
| Лесбиянки и геи должны иметь правовую защиту, чтобы избежать дискриминации                  | 82 %     |
| Церковь должна признать право лесбиянок и геев открыто выражать свою сексуальную ориентацию | 65 %     |

- Испания. Исследование в Испании в 2005 году показало, что, в то время как 82 % граждан считают себя католиками (48 % называют себя практикующими католиками), три четверти испанцев считают, что церковная иерархия находится вне связи с реальностью в отношении гомосексуальности[171].
- Франция. Во Франции в 2009 году подавляющее большинство католиков считает, что церковь должна пересматривать своё отношение к гомосексуальности, при этом мнения регулярно посещающих церковь католиков разделились по этому вопросу практически поровну[172].

| Франция | Практикующие (регулярно посещающие богослужения) католики | Непрактикующие (редко посещающие богослужения) католики | Все католики |
| --- | --------------------------------------------------------- | ------------------------------------------------------- | ------------ |
| Католическая Церковь должна изменить свои оценки и позиции, чтобы отразить изменения в обществе и общественных нравах                  | 49 %                                                      | 75 %                                                    | 69 %         |
| Церковь должна отстаивать ценности, в которые она верит, даже если иногда они противоречат изменениям в обществе и общественных нравах | 48 %                                                      | 25 %                                                    | 30 %         |

## Позиции христиан в отношении прав гомосексуалов в обществе
Христианские конфессии, церкви и отдельные верующие имеют различающиеся позиции в отношении гражданских прав сексуальных меньшинств в обществе. Отношение к правам гомосексуалов в обществе среди христиан в мире различается в зависимости от социальных концепций церквей. Однополые браки остаются источником наиболее серьёзных разногласий между традиционными и либеральными христианами.

### Консерваторы и фундаменталисты
Фундаменталисты, особенно на территории государств, где гомосексуальные отношения преследуются законом, рассматривают права гомосексуалов в контексте гражданских прав преступников. С их точки зрения, права гомосексуалов должны ограничиваться, как ограничиваются права убийц, насильников и воров: «если мы не являемся толерантными к преступному поведению, то почему мы должны быть толерантными к гомосексуалам?» Такие ограничения обосновываются заботой о несовершеннолетних (недопущения «вербовки») и защитой от попыток гей-активистов навязать свою систему ценностей — сексуальную распущенность (промискуитет).
Также в среде консерваторов существует обеспокоенность тем, что Бог может удалить его благословения и защиту со всей страны, если нравственное поведение общественности продолжает ухудшаться, и в особенности, если равные права будут предоставлены гомосексуалам.
И они обеспокоены обеспечением своих прав учить своих детей, что гомосексуальное поведение является глубоко аморальным, осуждено в Священном Писании и ненавистно для Бога.

### Либеральные христиане
Либеральные христиане идут существенно дальше по пути борьбы с дискриминацией гомосексуалов, нежели традиционные, поддерживая весь пакет требований движения за права сексуальных меньшинств, включая усыновление детей и равенство брака.
Либеральные христиане включают гомосексуалов в число дискриминируемых обществом групп. К примеру, Десмонд Туту, бывший англиканский архиепископ Кейптауна и лауреат Нобелевской премии мира, охарактеризовал гомофобию как «преступление против человечества» и «ничуть не меньшую несправедливость», чем апартеид. В частности, он говорит: 

«Мы боролись против апартеида в Южной Африке, поддерживаемые людьми всего мира, потому что чернокожие считались существами порицаемыми и созданными для страданий за нечто, с чем мы ничего не могли поделать: такова наша природная кожа. То же самое происходит с сексуальной ориентацией. Это нечто данное… Мы относимся к ним [геям и лесбиянкам] как к париям и выталкиваем их из наших сообществ. Мы заставляем их сомневаться в том, что они тоже дети Бога, и это необходимо приравнивать близко к крайнему богохульству. Мы обвиняем их за то, что они таковы, каковы есть».
Оригинальный текст (англ.)We struggled against apartheid in South Africa, supported by people the world over, because black people were being blamed and made to suffer for something we could do nothing about; our very skins. It is the same with sexual orientation. It is a given. ... We treat them [gays and lesbians] as pariahs and push them outside our communities. We make them doubt that they too are children of God - and this must be nearly the ultimate blasphemy. We blame them for what they are.
Квир-богословы отрицают использование религиозных аргументов как основания для дискриминации гомосексуалов, а также оправдания таких явлений как сексизм и гетеросексизм, равно как рабства, сегрегации и расизма. С тех же позиций освобождения от дискриминации и стигмы они выступают за полное включение гомосексуалов в церковную жизнь, а также поддерживают движения за их права в обществе.

### Региональные различия
В странах Европы и Америки не только в либеральных, но и в консервативных церквях признаётся ряд гражданских прав гомосексуалов: как правило, это поддержка борьбы против дискриминации, исключая проблемы однополых браков и усыновления детей.
Достаточно консервативную позицию в отношении гомосексуальности и прав гомосексуалов в обществе занимает Русская Православная Церковь. В «Основах социальной концепции РПЦ» прямо заявлено, что церковь не согласна с движением мирового сообщества в сторону нормализации гомосексуальности.
На территории стран бывшего Советского Союза публичная поддержка прав гомосексуалов религиозными деятелями является большой редкостью, в то время как нередкими являются заявления дискриминирующего характера. В частности, протестантские лидеры на постсоветском пространстве точно так же, как и иерархия РПЦ, выступают против осуществления права гомосексуалов на свободу собраний в форме проведения публичных акций и в особенности отрицая их права на создание семьи.